# Johann Gottlob Schneider junior

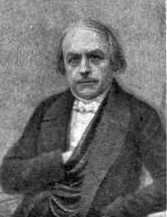
Johann Gottlob Schneider junior

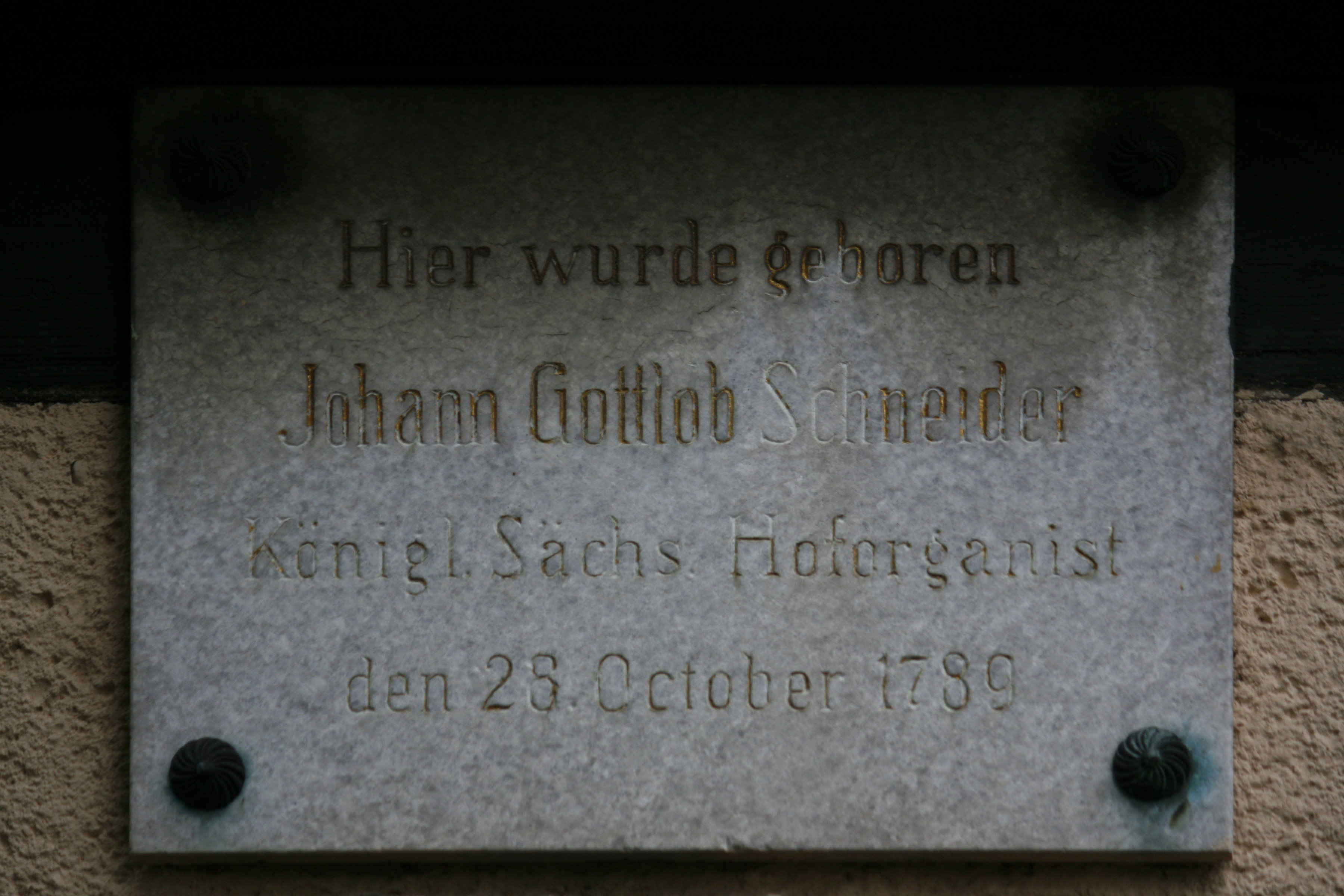
Gedenktafel an Schneiders Geburtshaus

Johann Gottlob Schneider (* 28. Oktober 1789 in Alt-Gersdorf; † 13. April 1864 in Dresden) war ein deutscher Organist und Komponist.

## Leben und Wirken
Johann Gottlob Schneider, Sohn des Organisten und Kantors Johann Gottlob Schneider senior (1753–1840), wurde von seinem Vater in Klavier und Orgel sowie in Violine, Viola, Oboe, Klarinette, Fagott, Horn, Trompete und Posaune ausgebildet. 1811 wurde er zum Gesangslehrer der Ratsfreischule und zum Organisten der Paulinerkirche in Leipzig berufen.
Bei einer Reise in seine Heimat 1812 lernte er die Görlitzer „Sonnenorgel“ kennen. Er bewarb sich um die vakante Organistenstelle an St. Peter und Paul und wurde nach einem Probespiel einstimmig ernannt. Am 12. Dezember 1825 trat er sein Amt als Königlich Sächsischer Hoforganist an, das er bis zu seinem Tode innehatte. Zu seinen Aufgaben gehörten Orgelkonzerte, die er in der Sophienkirche und in der Kreuzkirche gab. Zugleich wirkte er als „Instrukteur der Kapellknaben in der Musik“. Außerdem war er Direktor der Dreyssigschen Singakademie.
Schneider hatte einen hervorragenden Ruf als Organist („Orgelkönig“) und war ein gesuchter Orgellehrer. Einer seiner Schüler war der spätere Kreuzorganist und Komponist Christian Gottlob Höpner.  Er war mit Robert Schumann befreundet, und Felix Mendelssohn Bartholdy empfahl ihn seinen Studenten am Leipziger Konservatorium als Lehrer.
Schneider hinterließ nur wenige Kompositionen, darunter das Thema mit Variationen A-Dur, das lange Zeit dem Komponisten Johann Schneider zugeschrieben wurde. Auch seine Brüder Friedrich Schneider und Johann Gottlieb Schneider wurden als Musiker bekannt.
Er war Mitglied der Freimaurerlogen Zur gekrönten Schlange in Görlitz und Zum goldenen Apfel in Dresden. Schneider starb 1864 und wurde auf dem Trinitatisfriedhof in Dresden beigesetzt.

## Auszeichnungen
Der Hoforganist D. phil. Schneider war
- Träger des Ehrenkreuzes und
- Ritter[4]

des Königlich Sächsischen Albrechtsordens.

## Werke
- Phantasien und Fugen in c-Moll
- Phantasien und Fugen in d-Moll
- Evangelisches Kirchenpräludienbuch
- Thema mit Variationen A-Dur